# قانون اساسی عربستان سعودی
قانون اساسی عربستان سعودی با عنوان نظام اساسی حکومت (عربی: النظام الأساسی للحکم)، منشوری مشابه قانون اساسی است که به ۹ فصل تقسیم شده و مشتمل بر ۸۳ ماده است. نظام اساسی (در ماده یک) می‌گوید که قانون اساسی عربستان سعودی «قرآن کریم و سنت پیامبر اسلام محمد است.» (به عربی: دستورها کتاب الله تعالی وسنة رسوله صلی الله علیه وسلم). با این حال، نظام اساسی شامل بسیاری از ویژگی‌های آنچه در کشورهای دیگر می‌توان قانون اساسی نامید ("قانون حکومت"، "حقوق و وظایف") است. قانون اساسی مطابق با برداشت وهابی و سلفی از شریعت است و بر قوانین اسلامی برتری ندارد.

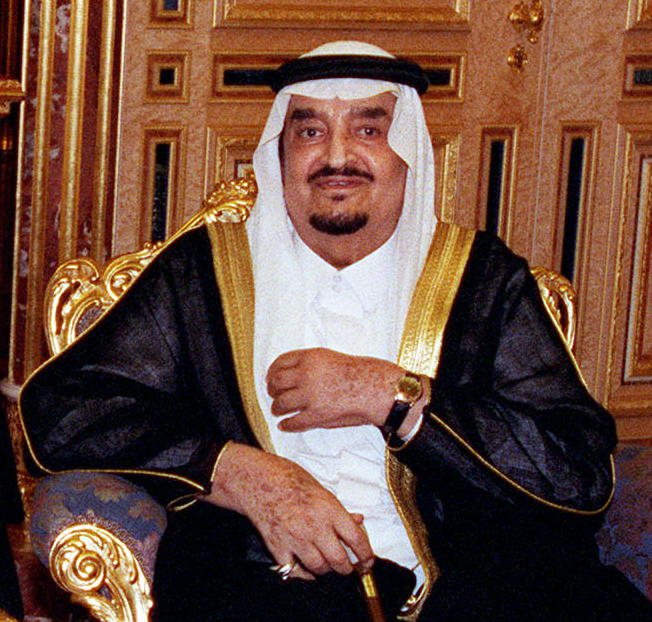
ملک فهد نظام اساسی را در سال ۱۹۹۲ مطرح کرد.

دیدگاه‌های فرهنگی و مذهبی عربستان به هرگونه اشاره به «قانون اساسی» غیر از قرآن و سیره محمدی انگ می‌زند. ماده ۱ قانون اساسی تأکید می‌کند که «کتاب خدا (قرآن) و سنت پیامبرش (محمد) قانون اساسی آن (عربستان سعودی) است». شاهزاده طلال بن عبدالعزیز گفت که در عربستان سعودی نمی‌شود «قانون اساسی، مقررات یا قانونی خلاف شریعت اسلامی» وجود داشته باشد.